# Tsuranuanni
Tsuranuanni är den del av fantasyvärlden Kelewan där tsuranierna lever. I denna värld brukar Tsuranuanni kort kallas för "imperiet". Detta eftersom Tsuranuanni har i princip all makt över Kelewan.
Tsuranuanni förekommer i flera av fantasyförfattaren Raymond E. Feists böcker, bl.a. "Imperiets dotter" och "Kriget om Rämnan". Mellan makthavarna i Tsuranuanni utspelar sig "Rådets spel" som starkt påverkas av en invecklad hederskodex, lite liknande den som fanns i forntida Japan.